# 哈尔滨松花江公路大桥
哈尔滨松花江公路大桥位于中国黑龙江省哈尔滨市，是跨越松花江的一座桥梁，大桥呈剪刀状。1983年5月10日开工，1986年8月30日通车。大桥全长1565米，双向10车道。大桥连接道里区的哈尔滨二环路和松北区的松北大道。

## 历史
在1986年前，哈尔滨市横跨松花江的公路只能经过公铁两用桥滨北大桥行走，随着经济发展，仅用一条公路过江便逐渐成为了哈尔滨市过江交通的瓶颈。为了改善过江交通，于是在1983年5月动工修建了哈尔滨松花江公路大桥，1986年8月30日大桥通车，为双向四车道，同时在大桥南侧上下行交汇处设立了收费站，大桥在2004年9月8日起，停止收费。11月2日起，大桥管理权由黑龙江省交通厅移交至哈尔滨市政府。
因大桥长期超负荷使用，导致桥面破损严重，在2005年5月对大桥进行了路面维修。同年6月开始针对大桥进行拓宽改造计划，该计划直至2010年才开始真正实施。
2006年9月26日，因滨北大桥公路部分封闭，哈尔滨市大部分过江交通由该桥和四方台大桥承担，导致堵车严重，为此在2007年10月开始对部分车辆实施限行。直至2010年10月13日松浦大桥通车后，该桥通行压力才有一定的缓解。
2008年5月，大桥再一次进行了路面维修，直至6月全部结束。
为进一步缓解该桥通行拥堵问题，2009年8月开始进一步优化该桥桥面通行，此外，在同年11月于该桥上游100米处开通了浮桥，在一定程度上缓解了该桥的通行压力，直至2011年3月31日停用。
2010年6月，哈尔滨松花江公路大桥新桥开工建设，2011年8月20日，新桥部分通车，同年9月28日，新桥全面通车。新桥开通后，原有大桥改为松花江南岸至北岸单向行驶，新桥负责松花江北岸至南岸单向行驶，上下行分离。